# Comuna Bilîkî, Mirhorod
Bilîkî (în ucraineană Білики) este o comună în raionul Mirhorod, regiunea Poltava, Ucraina, formată din satele Bilîkî (reședința), Leșcenkî, Marcenkî și Mîlașenkove.

## Demografie
Componența lingvistică a comunei Bilîkî
     Ucraineană (96,05%)
     Rusă (3,95%)
Conform recensământului din 2001, majoritatea populației comunei Bilîkî era vorbitoare de ucraineană (96,05%), existând în minoritate și vorbitori de rusă (3,95%).